# Dromaius novaehollandiae
El emú común (Dromaius novaehollandiae) es una especie de ave casuariiforme de la familia Dromaiidae. Es un ave no voladora, y es, después del avestruz y el casuario la tercera más pesada del mundo, aunque la segunda en altura. Es nativa de Australia y el único miembro viviente del género Dromaius. Antes se la clasificaba dentro de la familia Casuariidae, pero ahora se la considera miembro de una familia independiente Dromaiidae.
Estas aves de un color castaño claro, alcanzan los 2 metros de altura y pesan unos 45 kilogramos. El emú común se distribuye geográficamente por el país, evitando áreas densamente pobladas, bosques densos y áreas áridas. Los emúes pueden recorrer grandes distancias al trote, y si es necesario corriendo a toda velocidad, alcanzando los 50 kilómetros por hora durante varios kilómetros. Son nómadas, y pueden viajar grandes distancias para encontrar comida, la cual se compone de plantas e insectos (omnívoros).
La subespecie de emú de Tasmania se extinguió con la llegada de los europeos en 1788; la distribución de la subespecie que ocupa el continente (Australia), también ha sido afectada negativamente en su población por las actividades humanas. Actualmente no es común en la costa oriental, donde sí lo fue; por el contrario, el desarrollo de agricultura y la provisión de agua para riego en el interior de Australia, ha aumentado su área de distribución geográfica. El emú es criado para el aprovechamiento de su carne, aceite y cuero.

## Taxonomía y distribución
Dos taxones de emú que eran comunes en Australia antes de la llegada de los europeos se extinguieron al poco tiempo: el emú pequeño (Dromaius baudinianus) y el emú negro (Dromaius novaehollandiae ater). El emú común, aún es común en la actualidad. La población varía de década en década, principalmente dependiendo de la lluvia; se estima que la población del Emú es de 625 000 a 725 000 ejemplares, con 100 000 a 200 000 en Australia Occidental y el resto principalmente en Nueva Gales del Sur y Queensland.
El Dromaius novaehollandiae diemenensis, es una subespecie conocida con el nombre común de emú de Tasmania, la cual se extinguió alrededor de 1865. 
Se introdujeron los emúes en la Isla María y en la Isla Canguro cerca de Tasmania en el siglo XX y se han establecido poblaciones de cría. 
Hay tres subespecie existentes en Australia: 
- Dromaius novaehollandiae novaehollandiae, con su escarola blanquecina al engendrar; se distribuye geográficamente en el sureste.
- Dromaius novaehollandiae woodwardi, delgado y más pálido; se distribuye geográficamente en el norte.
- Dromaius novaehollandiae rothschildi, más oscuro, sin la escarola durante la época de reproducción. Se distribuye geográficamente en el suroeste.

La especie se describió primero bajo el nombre de Casuario de Nueva Holanda en el Viaje de Arthur Phillip: "Voyage to Botany Bay", publicado en 1789. La especie la describió el ornitólogo John Latham, que colaboró en el libro de Arthur Phillip y realizó las primeras descripciones de esta ave y nombró a otras muchas especies de aves australianas; su nombre proviene del latín y significa "rápido de Nueva Hollanda". La etimología del nombre común "Emú" es incierta, pero se piensa que proviene de una palabra árabe utilizada con la intención de indicar: "pájaro o ave grande" que se utilizó por los exploradores portugueses para describir el casuario en Nueva Guinea.

## Descripción

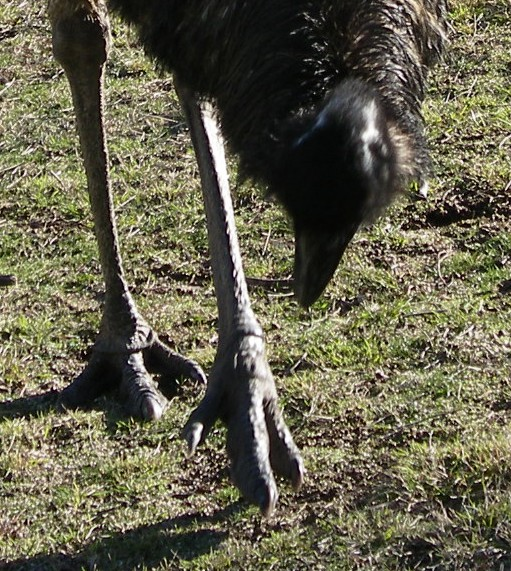
Emú con tres dedos en la pata, adaptación para la carrera. El avestruz tiene solo dos dedos.

Los emúes son aves no voladoras, del grupo Ratite, grandes que alcanzan los dos metros de altura (de 1 a 1.3 metros al lomo) y pesan entre 30 y 45 kilogramos. Tienen alas rudimentarias pequeñas y un cuello largo y piernas fuertes. 
Su habilidad para correr a velocidades altas es debida a una musculatura de los miembros pelvianos favorablemente especializada. Sus pies tienen solo tres dedos y un número similarmente reducido de huesos y el pie asociado con los músculos; son las únicas aves con los músculos del gastrocnemius en la parte de atrás, baja de la piernas. Los músculos del miembro pelviano del emú tiene una contribución similar para sumar la masa del cuerpo como los músculos del vuelo.
Los emúes tienen el plumaje color castaño a gris bronceado de apariencia lanuda; las puntas de las plumas son negras. La radiación solar es absorbida por las puntas, y el plumaje interno suelto o condensado aísla la piel. Al calor resultante que fluye a la piel por el aislamiento, permitiendo al ave ser activa durante el calor del día. Un único rasgo de la pluma del emú es su raquis doble que surge de un solo tronco. Los sexos son similares en apariencia. 
En los días muy calientes, los emúes jadean para mantener la temperatura del cuerpo, sus pulmones trabajan como refrigeradores de evaporación y, al contrario de algunas otras especies, los niveles bajos resultantes de dióxido de carbono en la sangre no parecen causar alkalosis. Para respirar normalmente en tiempo de refrigeración, tienen grandes y múltiples pasajes nasales. El aire fresco se calienta como el que atraviesa los pulmones, extrayendo el calor de la región nasal. En la exhalación, los turbinetes nasales fríos del emú condensan la humedad hacia afuera y lo absorben para respirar.

## Reproducción

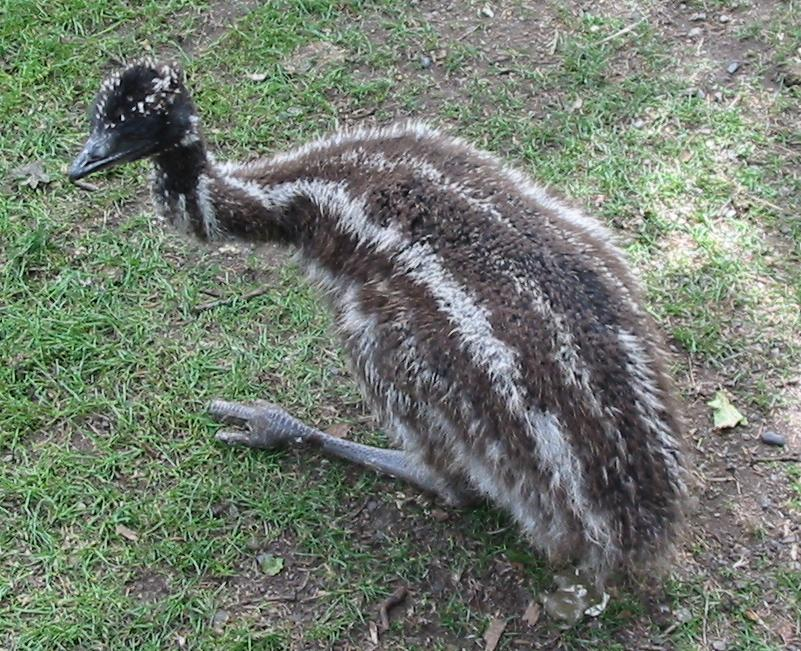
Pichones de emú con el rayado característico para camuflaje.

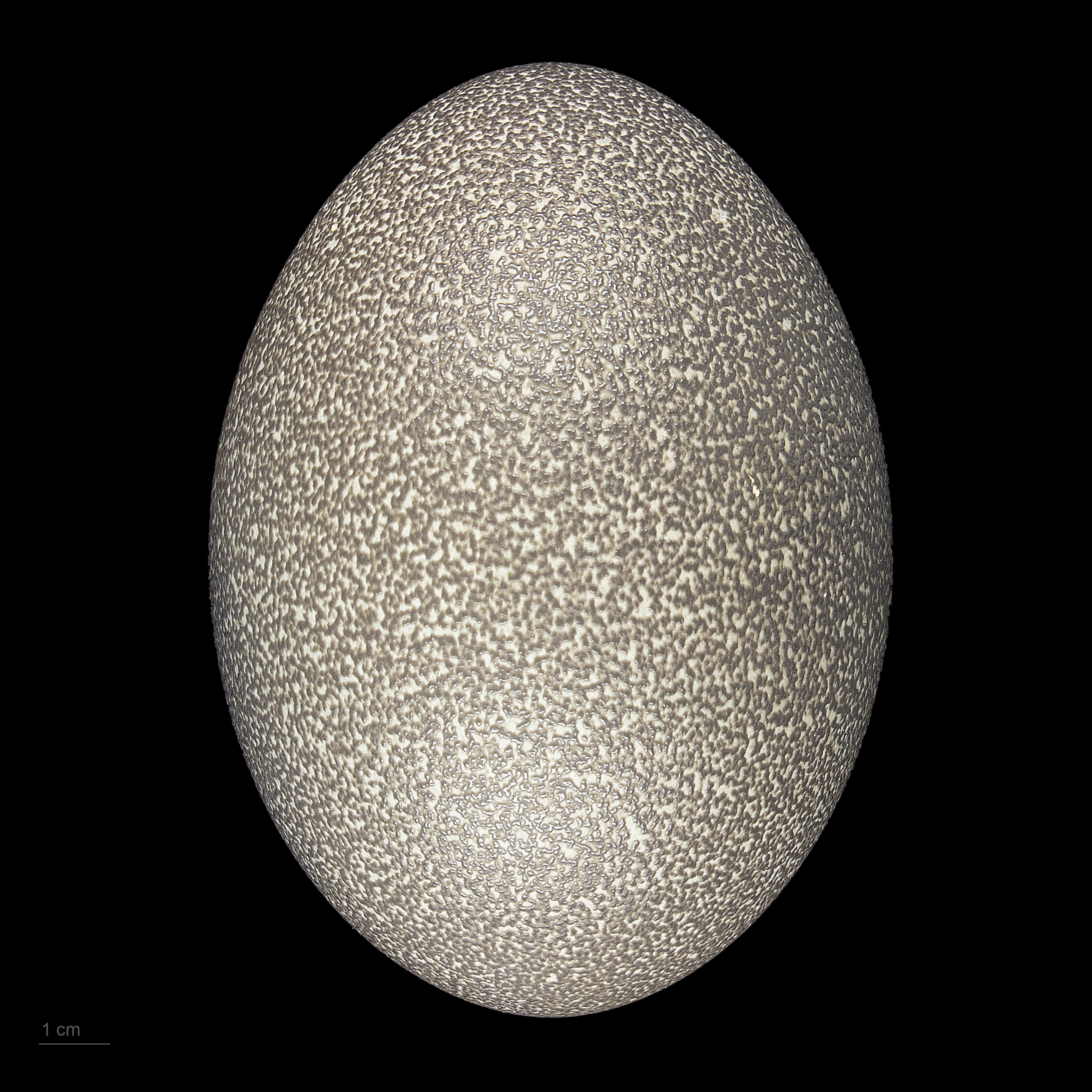
Dromaius novaehollandiae - MHNT

Los emúes crían y se aparean durante los meses de verano en diciembre y enero, y puede permanecer juntos durante aproximadamente cinco meses. El macho se aparea en los meses más frescos de mayo y junio. Durante la gestación de la cría, los machos experimentan cambios hormonales, incluso un aumento en los niveles de las hormonas de luteinización y la testosterona, sus testículos aumentan su tamaño al doble. los machos pierden su apetito y construyen un nido áspero en una hondonada semiprotegido en la tierra árida con césped, ramitas y hojas. La hembra pone todos los días uno o dos huevos, al tercer día la postura de las hembras tienen un promedio de 11 huevos, (pudiendo ser hasta 20 huevos) muy grande, de cascarón grueso, los huevos color verde oscuro. Los huevos tienen en promedio 134 x 89 milímetros y pesan entre 700 y 900 gramos, aproximadamente equivalente a 10 a 12 huevos de gallinas en el volumen y peso. La primera ocurrencia de gemelos en ave genéticamente idénticos se encontró en el emú.

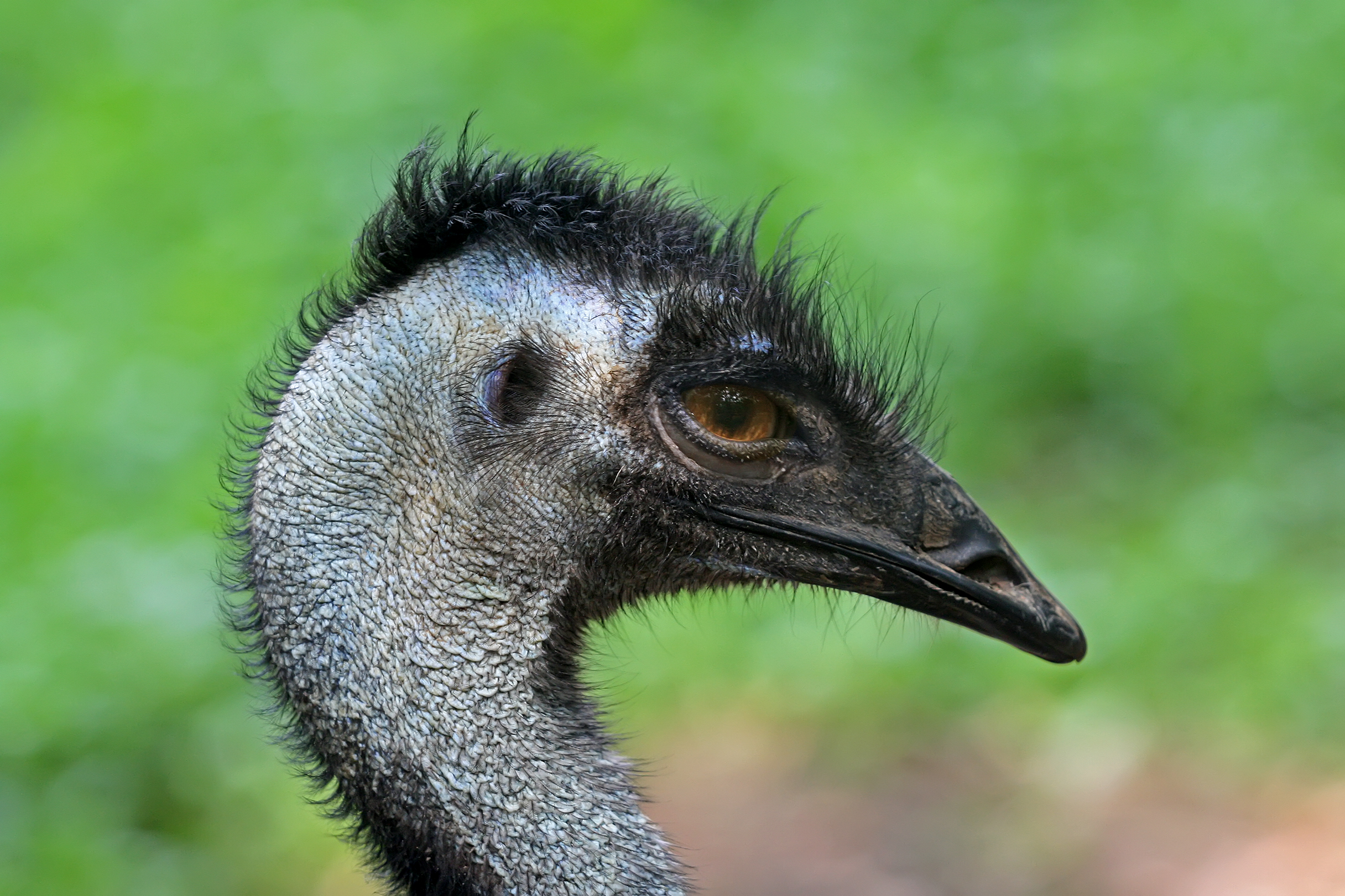
Primer plano.

El macho se pone clueco después de que su compañera empieza a poner, y empieza a incubar los huevos antes de completar la puesta. Durante este tiempo, no come, bebe o defeca, y solo se pone de pie aproximadamente 10 veces por día. Durante ocho semanas de incubación, perderá una tercera parte de su peso y solo sobrevivirá con la grasa depositada en su cuerpo y se levanta durante el rocío de la mañana. Como con muchas otras aves australianas, la infidelidad es la norma para los emú, a pesar de la atadura inicial: una vez que el macho comenzó a empollar, las hembras se aparean con otros machos y pueden poner en múltiples nidos; la mitad los polluelos en una camada pueden ser criados por otros machos, o por ningún macho. Algunas hembras se quedan y defienden el nido hasta que los polluelos nacen. En una estación buena, un emú hembra puede anidar tres veces.
La incubación dura unos 56 días, los polluelos salidos del cascarón son activos y pueden dejar el nido a los pocos días. De pie tienen 25 centímetros de alto y tienen una coloración castaña distintiva y rayas color crema como camuflaje, que se pierde a los tres meses. Los machos están 18 meses con los polluelos, defendiéndolos y enseñándoles cómo encontrar comida. Los polluelos crecen muy rápidamente y son maduros sexualmente a los 12 o 14 meses; aunque pueden permanecer con su grupo familiar durante otros seis meses, luego de lo cual se separan para criar durante su segunda estación. Los emúes viven entre 10 y 20 años, las aves en cautividad pueden vivir más que aquellas en estado salvaje.

## Relación con los humanos

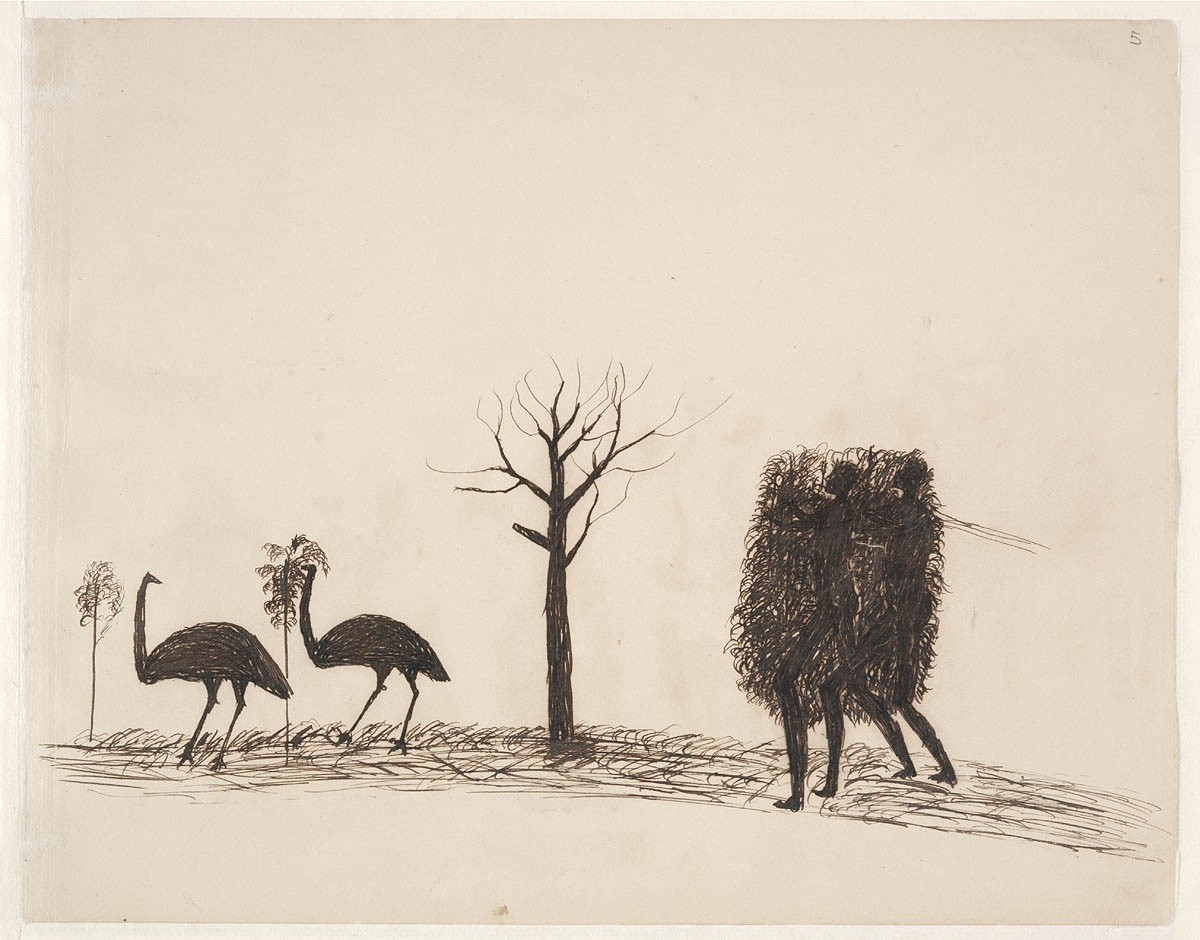
Aborígenes acechándo emúes, hacia 1885, atribuido a Tommy McRae

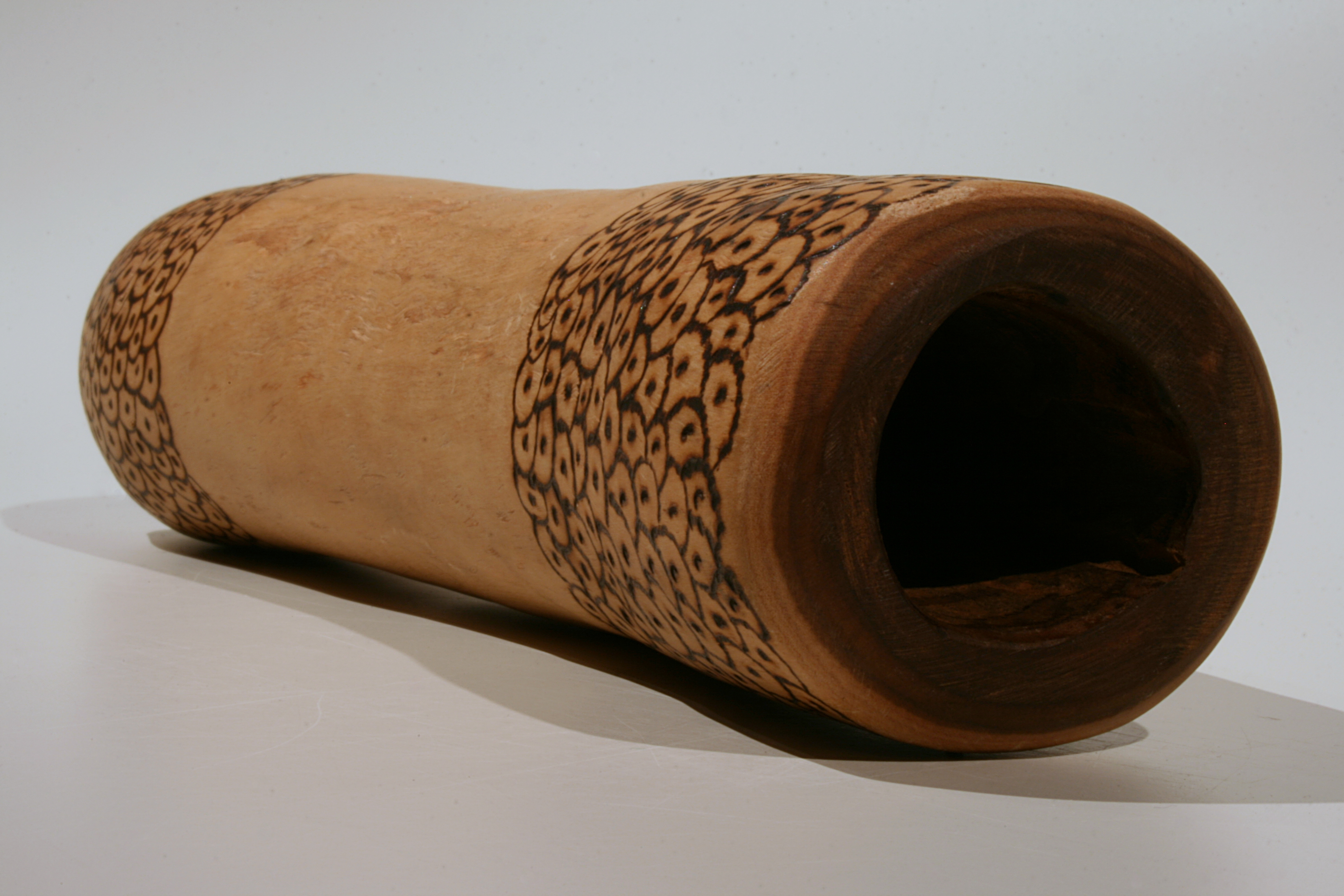
Instrumento llamador de emúes de los aborígenes, utilizado para despertar la curiosidad de los emúes.

Los emúes fueron utilizados como fuente de alimento por los indígenas australianos y los primeros colonos europeos. Los emús son aves curiosas y se sabe que se acercan a los humanos si ven un movimiento inesperado de una extremidad o una pieza de ropa. En la naturaleza, pueden seguir y observar a las personas. Los aborígenes australianos utilizaban diversas técnicas para atrapar a las aves, como lancearlas mientras bebían en los abrevaderos, atraparlas con redes y atraerlas imitando sus llamadas o despertando su curiosidad con una bola de plumas y trapos colgada de un árbol. El arpón de pitchuri (Duboisia hopwoodii), o alguna planta venenosa similar, podía utilizarse para contaminar una charca, tras lo cual los emús desorientados eran fáciles de atrapar. Otra estratagema consistía en que el cazador utilizara una piel como disfraz y atrajera a las aves a una trampa camuflada con trapos o imitadores de llamadas. Los aborígenes australianos sólo mataban emús por necesidad, y veían con malos ojos a quienes los cazaban por cualquier otro motivo. Todas las partes del cadáver tenían algún uso; la grasa se recogía por su valioso aceite de uso múltiple, los huesos se tallaban para hacer cuchillos y herramientas, las plumas se utilizaban para adornar el cuerpo y los tendones sustituían a cuerdas.
Los primeros colonos europeos mataban a los emús para proveerse de alimentos y utilizaban su grasa como combustible para las lámparas. También intentaban evitar que interfirieran en la agricultura o que invadieran los asentamientos en busca de agua durante la sequía. Un ejemplo extremo de esto fue la Guerra del Emú en Australia Occidental en 1932. Los emús acudieron en masa a la zona de Chandler y Walgoolan (Queensland, Australia Occidental)  durante un periodo de sequía, dañando los cercados para conejos y devastando las cosechas. Se intentó ahuyentarlos, llamando al ejército para que los despachara con ametralladoras; los emús evitaron en gran medida a los cazadores. Los emúes son aves grandes y potentes, y sus patas están entre las más fuertes de cualquier animal y son lo suficientemente potentes como para derribar vallas metálicas. Las aves son muy defensoras de sus crías, y se han documentado dos casos de humanos atacados por emús.